# Kanakomyrtus longipetiolata
Kanakomyrtus longipetiolata är en myrtenväxtart som beskrevs av Neil Snow. Kanakomyrtus longipetiolata ingår i släktet Kanakomyrtus och familjen myrtenväxter. Inga underarter finns listade i Catalogue of Life.